# Pica-soques siberià

Distribució de Sitta arctica.

El pica-soques siberià (Sitta arctica) és una espècie d'ocell de la família dels sítids (Sittidae) que habita boscos del nord-est de Sibèria. En algunes llengües també rep el nom de "pica-soques siberià" (en anglès: «siberian nuthatch», en francès «sittelle de Sibérie»). Antigament considerada una subespècie del pica-soques blau (Sitta europaea), arran de diversos treballs d'anàlisi d'ADN mitocondrial a principis del segle XXI
passà a ser considerat pel Congrés Ornitològic Internacional (versió 3.2, 2012) una espècie de ple dret.